# Dao-Dao Zanuwo
Dao-Dao Zanuwo is een bestuurslaag in het regentschap Nias Selatan van de provincie Noord-Sumatra, Indonesië. Dao-Dao Zanuwo telt 932 inwoners (volkstelling 2010).